# سد لانگما
سد لانگما (به لاتین: Longma Dam) یک سد خاکی و نیروگاه برقابی در ویتنام است که در Mojiang Hani Autonomous County, Pu'er City, Yunnan واقع شده‌است.